# Goffins kaketoe
De Goffins kaketoe (Cacatua goffiniana) is een vogel uit de orde der papegaaiachtigen en familie der kaketoes en is de kleinste van alle witte kaketoes. Het voortbestaan van de soort is kwetsbaar door de verdwijning van zijn leefgebied door ontbossing en de vogelhandel.

## Uiterlijk
De Goffins kaketoe weegt tussen de 250 tot 300 gram. Het mannetje wordt 28 tot 29 cm groot en is iets groter dan het vrouwtje. Het verenkleed is overwegend wit met een rossige tint tussen de lichtgrijze snavel en de ogen. De veren van de kuif zijn wit gekleurd welke richting de huid over gaan op een zachte zalmroze kleur. De onderzijde van de vleugels en staart zijn lichtgeel getint. De vogel kan worden verward met de Ducorps kaketoe en de Witkuifkaketoe welke allebei groter van stuk zijn.

## Leefgebied
De vogel komt voor op de Tanimbareilanden in Indonesië. Verder is hij geïntroduceerd op de Indonesische Kei-eilanden, Singapore en op Puerto Rico. De vogel leeft voornamelijk in tropisch regenwouden alsmede meer gecultiveerde gebieden.

## Voedsel
Het voedsel van deze vogel is voornamelijk vegetarisch en bestaat uit bessen, noten, zaden en vruchten soms aangevuld met insecten en larven.

## Voortplanting
Deze kaketoe kan in elk seizoen broeden. Het vrouwtje legt haar eieren in een boomholte. Een leg bestaat meestal uit 2 tot 4 eieren welke na een broedtijd van 28 dagen uitkomen. Na ongeveer 62 dagen vliegen de jongen uit.

## Wetenschappelijke naamgeving
In 2000 werd het duidelijk dat de formele beschrijving van deze soort als Lophochroa goffini door Otto Finsch in 1863 was gebaseerd op twee exemplaren die eigenlijk toebehoorde aan een andere kaketoe soort, de Ducorps' kaketoe (Cacatua ducorpsii). In 2004 werd de soort formeel beschreven als Cacatua goffiniana. De naam goffiniana is een eerbetoon aan de Belgische ornitholoog Andreas Leopold Goffin (1837-1863). Ook het taxon C. tanimberensis kan beschouwd worden als een synoniem van Cacatua goffiniana.

## In gevangenschap
In de avicultuur is deze kaketoe algemeen bekend. Deze beschikt niet alleen over een zekere taalkundigheid, maar is ook technisch en economisch aangelegd.

### Praten
Jonge vogels die met de hand zijn grootgebracht kunnen de menselijke spraak imiteren. Over het algemeen is deze kaketoe soort geen goede prater. De vogel is over het algemeen erg rustig maar kunnen luid krijsen en heeft erg veel behoefte aan aandacht. Bij onvoldoende afleiding en afwisseling is deze vogel al snel geneigd tot het plukken van zijn veren. De vogel moet minimaal één uur per dag de mogelijkheid hebben om te kunnen vliegen.

### Gebruik van werktuigen
Een student bemerkte hoe Figaro, een mannelijke, tamme Goffins kaketoe die in een kolonie kaketoes aan de universiteit van Wenen woont, een kiezeltje op een houten plankje aan de rand van zijn kooi liet vallen, waarmee hij aan het spelen was. Het kiezeltje lag buiten bereik van Figaro, die het eerst met zijn poot probeerde te bereiken, maar vervolgens met een stokje bamboe in zijn richting probeerde te schuiven. De universiteit besloot hierop een internationaal team op poten te zetten om dit gedrag te bestuderen. De onderzoekers ontwierpen 10 opeenvolgende proeven, gespreid over 3 dagen, waarbij een cashewnoot op het houten plankje werd gelegd. Bij de eerste proef trachtte de kaketoe met een stokje, die in de kooi op de grond lag, de noot naar zich toe te schuifelen. De stok was te kort, maar Figaro liet het hierbij niet en brak een splinter af van een houten balk. Na in totaal 25 minuten kon hij de noot bemachtigen. Bij de daaropvolgende tests werd Figaro handiger en legde hij de proeven, keer op keer, sneller af. Uiteindelijk maakte de kaketoe voor elke noot een nieuw werktuig, waarmee hij elke keer in zijn opzet slaagde.
Goffins kaketoes lijken het gebruik van werktuigen van elkaar te kunnen leren.

### Economische beslissingen
Ook heeft men vastgesteld dat de soort een eenvoudige vorm van economisch beslissingsgedrag vertoont, waarbij de kaketoes een betere beloning kregen als ze geduld uitoefenden, wat een complex denkvermogen vereist.

## Afbeeldingen

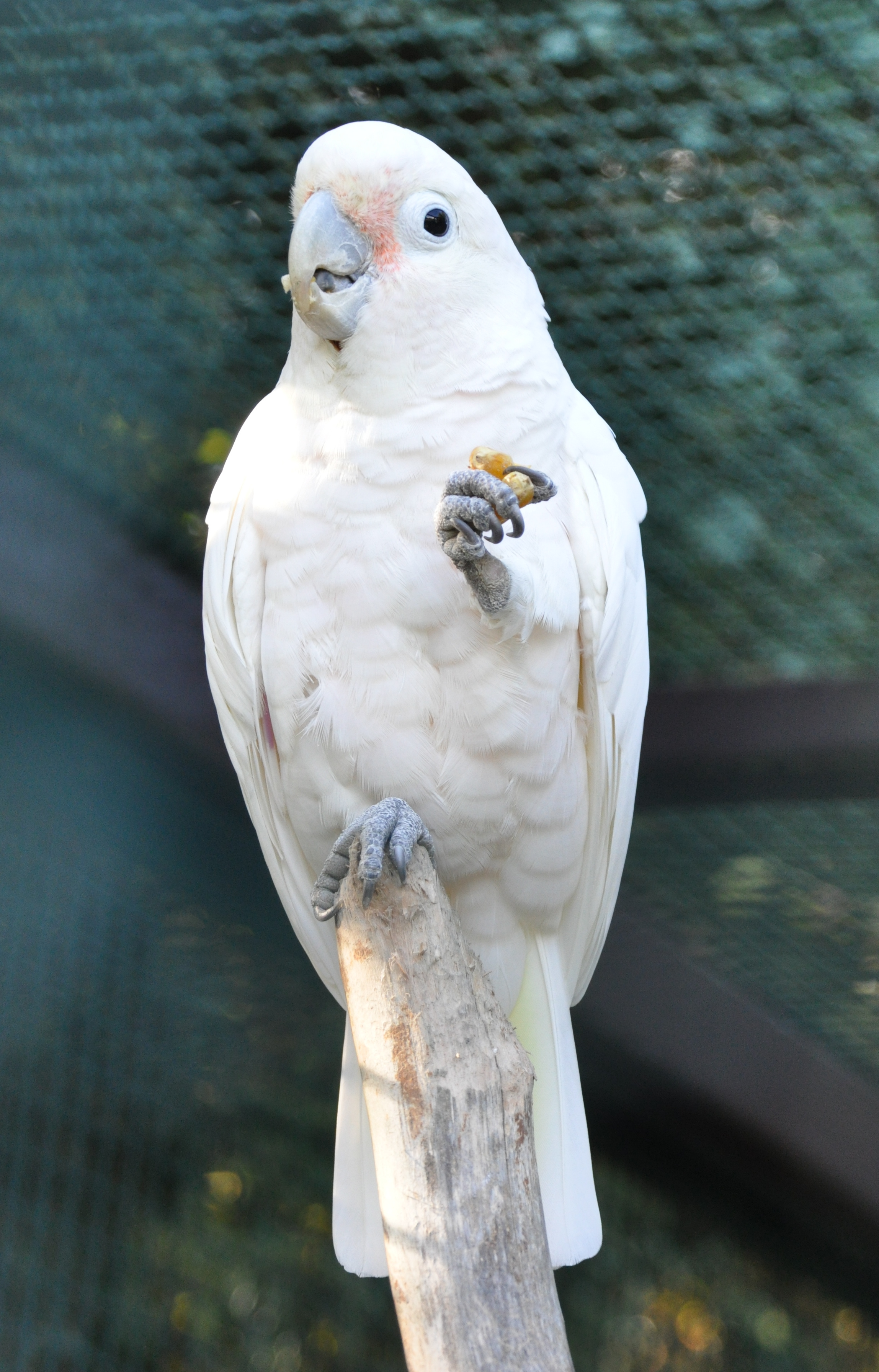
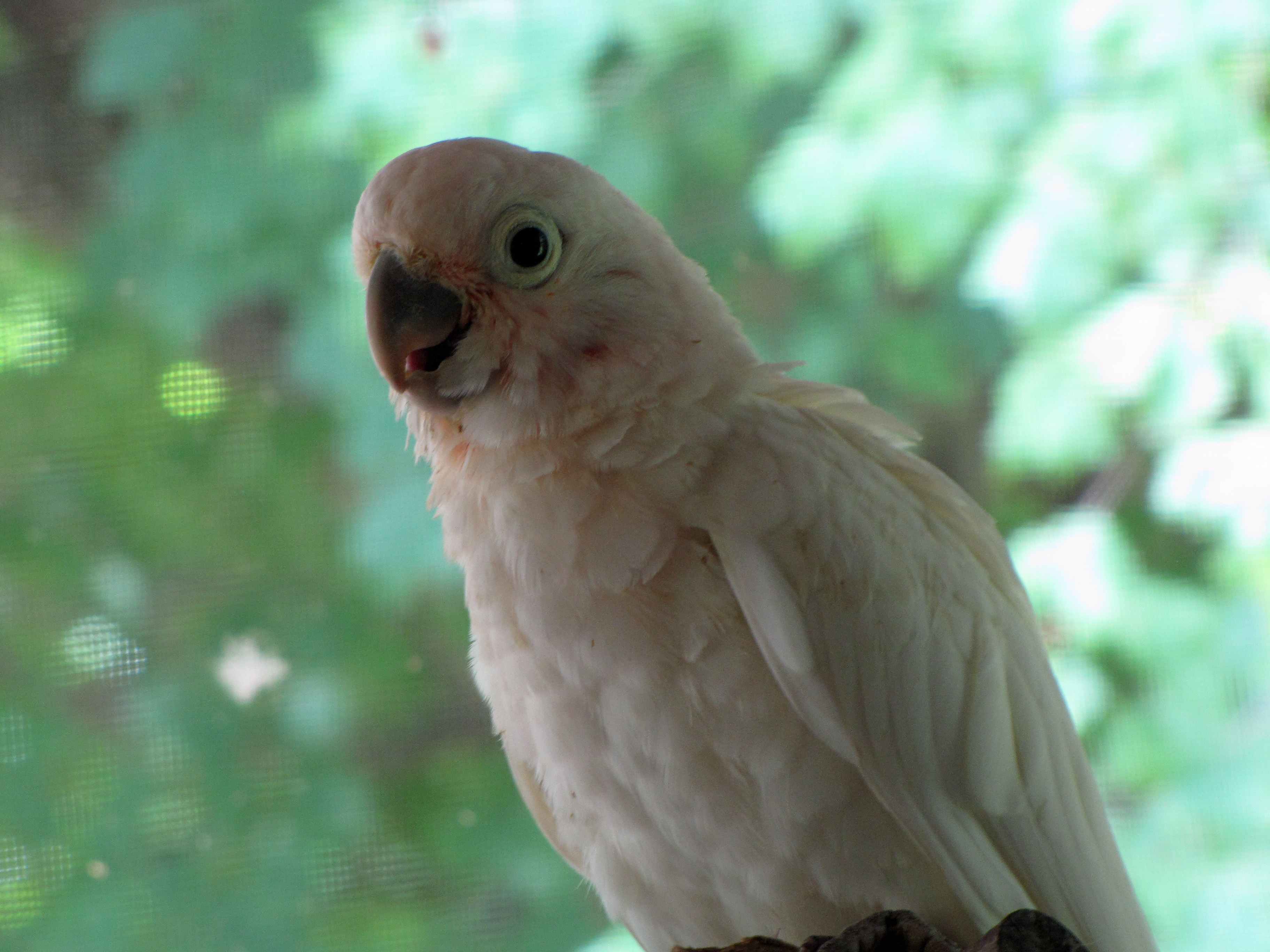
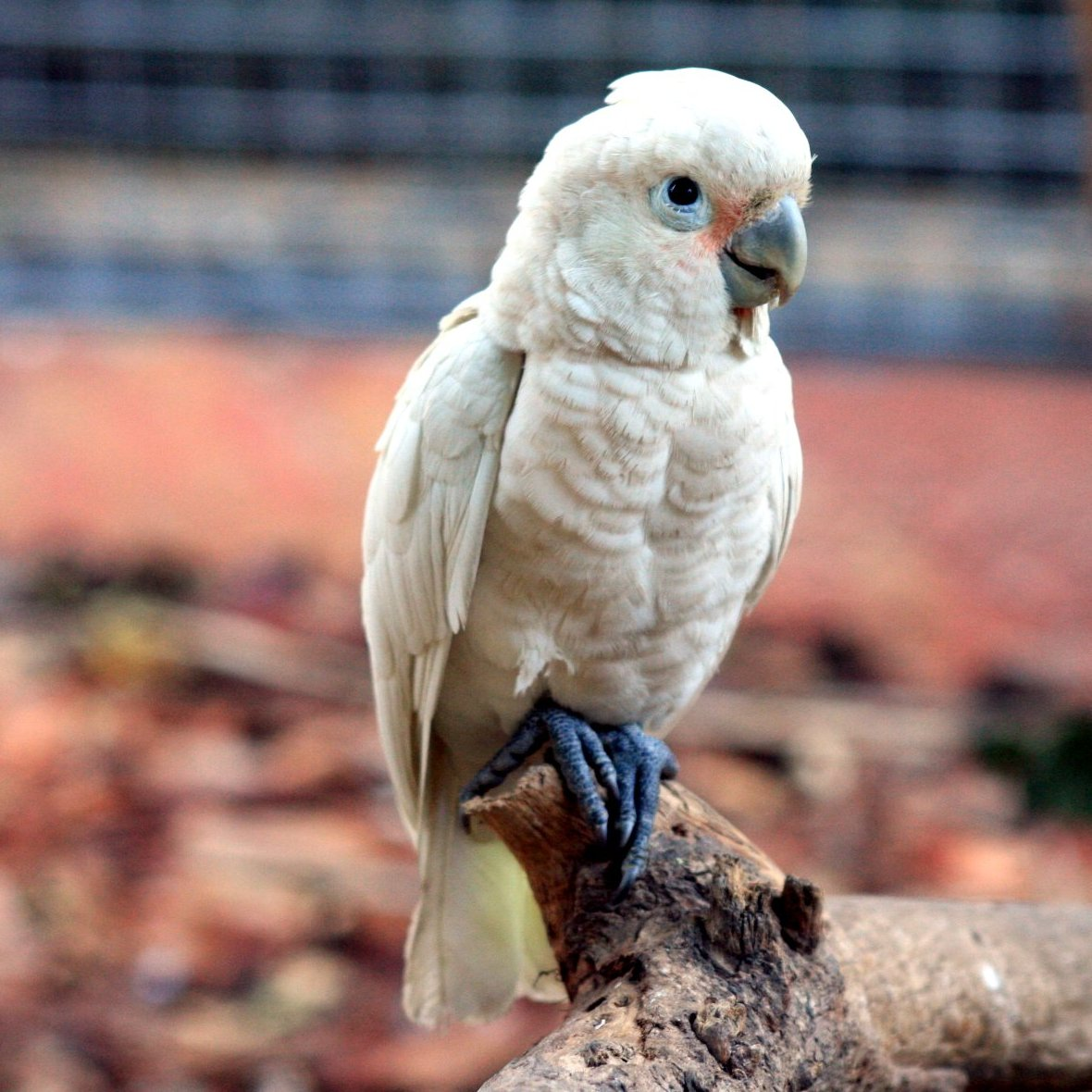
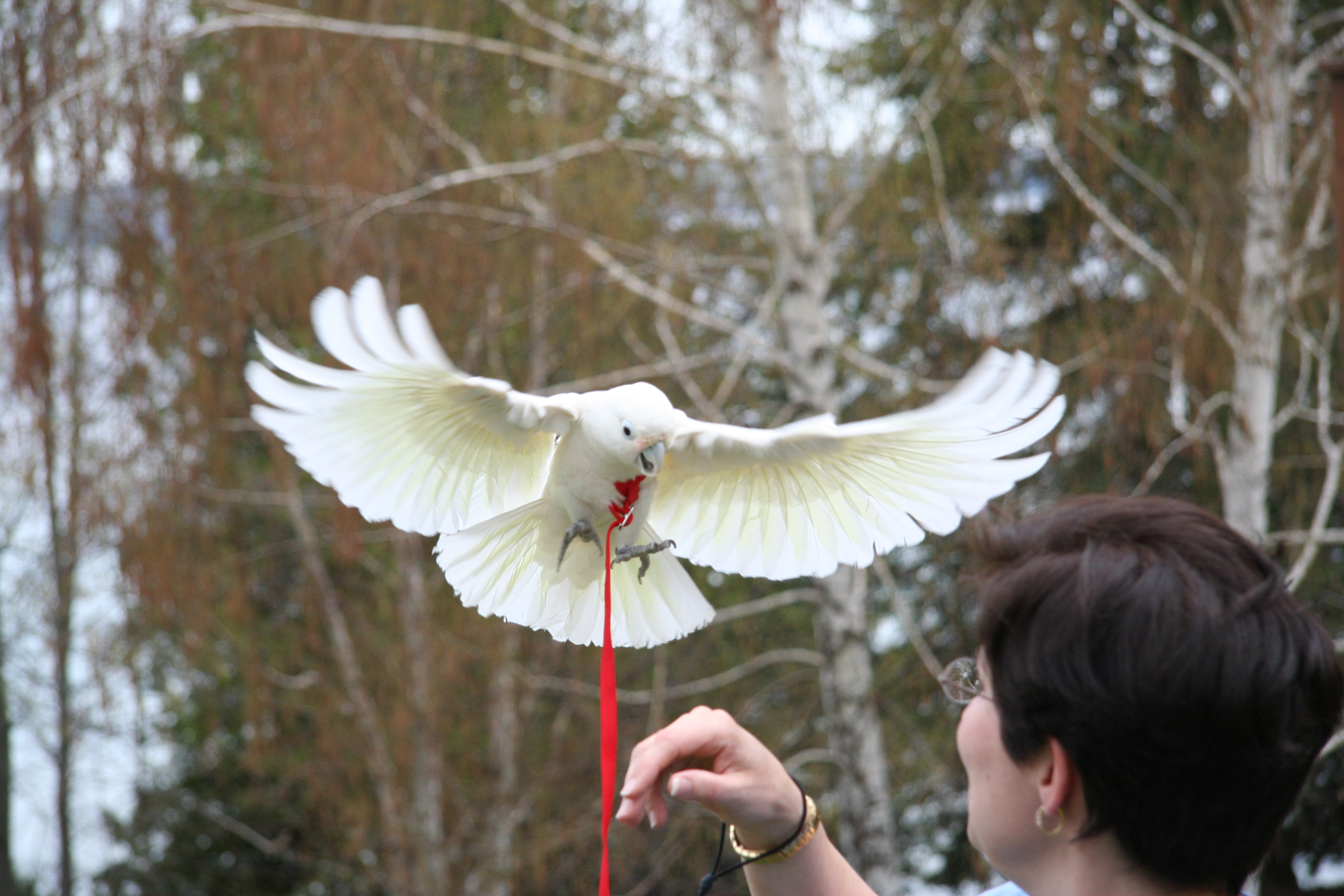